# Konrad Alberti
Konrad Alberti, névváltozat: Conrad Alberti, született: Conrad Sittenfeld, (Breslau, 1862. július 9. – Berlin, 1918. június 24.) német író, irodalomtörténész, lapszerkesztő.

## Élete
Szülővárosában a Friedrichgymnasium hallgatója volt, ezután a helyi egyetemen irodalmat és művészettörténetet hallgatott. Tanulmányai végeztével előbb vándorszínész lett, majd szabadúszó íróként tevékenykedett, a századfordulótól pedig a Berliner Morgenpost című lap munkatársa volt. Korában nagy feltűnést keltett, mint a naturalizmus támogatója. A 19. század végén olyan alkotásokat jelentetett meg, amelyek elsősorban a klasszikusok és a kortárs színház ellen irányultak. E munkáival nagyban hozzájárult a naturalista esztétika kialakulásához. Irodalmi pályafutása 1884 körül indult, amikor megjelentette Herr L'Arronge und das Deutsche Theater című iratát. 1885-ben és 1886-ban elkészítette Bettina von Arnim és Gustav Freytag életrajzát, valamint kiadott egy emlékkötetet Ludwig Börne (1786–1837) születése századik évfordulója alkalmából. 
1886-tól több regényt írt, amelyek kora társadalmának visszásságaival foglalkoztak. 1887-ben jelent meg a Plebs: Novellen aus dem Volke című regénye, 1888-ban pedig a Wer ist der Stärkere, amely a hat részből álló, 1888 és 1895 közt megjelent Der Kampf ums Dasein főcímű regényciklus első kötete. Ez a sorozat tekinthető Alberti főművének. Szintén 1888-ban jelent meg első drámája, a Brot! Ein soziales Schauspiel in fünf Akten. 1889-ben kifejlesztett egy történelmi elméletet annak érdekében, hogy a naturalista mozgalmat (amely elutasítóan állt a történelemhez) valamiképp integrálja a történelembe. 
Az elmélet különböző történeti eseményeket olvaszt magába, egyfajta ívet ír le a gracchusoktól Thomas Müntzerig és a Francia forradalomig. 1890-ben Wilhelm Walloth-tal és más írókkal együtt erkölcstelenséggel vádolták meg a lipcsei "realista-per"-ben. A per felhívta a nyilvánosság figyelmét munkáira. 1898-ban kinevezték a Berliner Morgenpost főszerkesztőjévé, ugyanebben az évben megjelent népszerű tudományos írása, a Der Weg der Menschheit, valamint újabb drámája, az Im Suff. 1899-ben jelent meg Bei Freund und Feind című műve, 1911-ben pedig az Ablösung VOR!, amely az író egyik legutolsó munkája.
Alberti gyakran foglalkozott munkáiban a nők társadalomban betöltött szerepével. Szerinte a 19.század végének irodalmi hanyatlása részben a polgári osztály nőtagjai negatív befolyásának eredménye. Ebben az összefüggésben bírálta a leányiskolák oktatási hiányosságait, s a nők számára is elérhető szakképzést és egyetemi tanulmányi lehetőséget követelt.

## Fordítás
- Ez a szócikk részben vagy egészben  a   Konrad Alberti című német Wikipédia-szócikk ezen változatának fordításán alapul.  Az eredeti cikk szerkesztőit annak laptörténete sorolja fel. Ez a jelzés csupán a megfogalmazás eredetét és a szerzői jogokat jelzi, nem szolgál a cikkben szereplő információk forrásmegjelöléseként.